# Seoul National University
Die Seoul National University (abgekürzt SNU, im Deutschen auch Staatliche Universität Seoul
oder Nationaluniversität Seoul genannt) ist eine staatliche Universität in Seoul, der Hauptstadt Südkoreas.
Die Universität ging aus um 1895 von König Gojong in Seoul errichteten Akademien hervor. Die Gründung der Hochschule im Oktober 1946 in ihrer heutigen Form wurde von einem Bildungsrat initiiert mit dem Ziel, eine führende und umfassende Staatsuniversität zu errichten. Die Seoul National University entstand aus einem Zusammenschluss von zehn in Seoul liegenden Hochschulen. Darunter befand sich auch die Universität Gyeongseong, der Nachfolger der Kaiserlichen Universität Keijō, deren ehemalige Einrichtungen einen bedeutenden Teil der neugegründeten Universität ausmachten.
Seit 1975 hat die Universität ihren Standort in Gwanak-gu, Seoul. Daneben besitzt sie zwei weitere Campus in Yeongeon-dong und in der Nachbarstadt Suwon. Die Universität besteht aktuell aus sechzehn Colleges und elf Graduate Schools, von denen zehn professionelle Graduate Schools darstellen.
Die Seoul National University ist die führende Universität Südkoreas. Seit den 2000er Jahren hat sie sich zu einer Universität internationalen Ranges entwickelt. Sie zählt zu den angesehensten Universitäten Asiens und genießt im weltweiten Vergleich eine hohe akademische Reputation.

## Geschichte

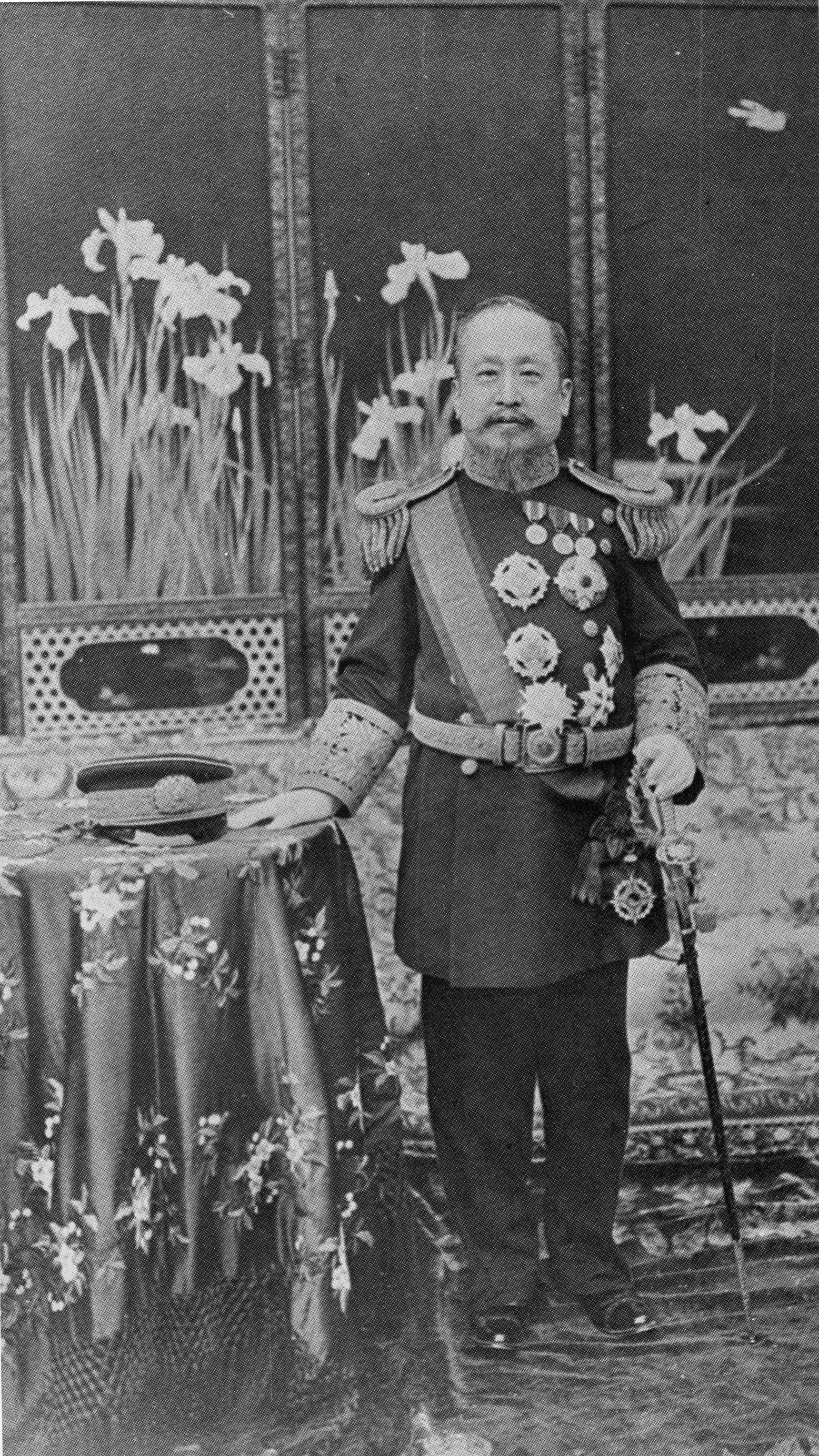
Kaiser Gojong, Förderer der ersten Vorläufer-Akademien der Seoul National University

### Vorgeschichte
Bereits in den 1880er-Jahren entstanden in der Regierung des koreanischen Königs Gojong Vorstellungen von der Gründung einer modernen Universität. Besonders hervorgebracht wurden diese Anregungen und Vorschläge infolge diverser Besichtigungen von Ausbildungsstätten und -einrichtungen im Japanischen Kaiserreich, den USA und dem Qing-Reich. Zurückgekehrte progressive Delegierte gaben ähnlich gesinnten Hofbeamten und Staatsdienern den Anstoß zur Errichtung solcher Bildungsstätten auch im koreanischen Reich. Infolgedessen beauftragte Gojong im Jahr 1884 den amerikanischen Konsul, Inspektoren und Lehrer aus Amerika nach Korea zu entsenden, was daraufhin geschah. Nach der Ankunft der ersten Lehrer entstand im Jahr 1886 die Englisch-Schule Yugyeong gongwon (육영공원), die von jungen Männern aus Häusern von hohen Staatsbeamten und jungen konfuzianistischen Gelehrten besucht wurde. Der König und seine Regierung strebten an, diese Schule in eine Universität auszubauen. Dieser Wunsch wurde allerdings nicht umgesetzt, da die Schule in eine Finanznot geriet. Dennoch wurde die Ambition, eine Universität zu gründen, beibehalten.

### Vorläufer der Universität
Einige Vorläufer der Seoul National University sind in den 1890er-Jahren auf Veranlassung von König Gojong errichtet worden. Diese wurden bei der späteren Gründung der Seoul National University in verschiedene Colleges integriert. Somit werden heute als Wurzeln der Colleges für Jura, Medizin und Pädagogik einige der frühen Ausbildungsschulen des späten Joseon-Reiches angesehen.
In einem Modernisierungsplan des Reiches initiierte König Gojong die Gründung von verschiedenen Ausbildungsstätten. Nachfolgend entstanden erstmals in der Geschichte Koreas westlich geprägte Einrichtungen höherer Bildung.
Am 19. April 1895 wurde durch den Erlass eines königlichen Dekrets die erste moderne Juristenausbildungsstätte Beopgwan Yangseongso (kor. 법관양성소, 法官養成所) in Seoul gegründet, welche am 6. Mai des folgenden Jahres durch ein Prüfungsverfahren Studenten aufnahm und im kommenden Jahr 47 Studenten das Abschlusszeugnis aushändigte, unter denen sich auch der spätere Diplomat Yi Jun befand. Diese Schule wechselte mehrmals ihre Bezeichnung in Beophakgyo (법학교) (1909), Gyeongseong Jeonsuhakgyo (경성전수학교) (1911) und Gyeongseong Beophak Jeonmunhakgyo (경성법학전문학교; dt. Fachschule für Jurisprudenz Gyeongseong) (1922). Im Jahr 1946, bei der Gründung der heutigen Seoul National University, gliederte man diese Schule als College of Law in das neue Universitätssystem ein. Im Jahr 2007 kam es zu einer Umstrukturierung zur School of Law, welche sich an das System der amerikanischen Law Schools orientiert.
Am 10. Mai 1895 entstand die Lehrerausbildungsstätte Hanseong Sabeomhakgyo (한성사범학교; Pädagogische Schule Hanseong) als Teil eines Vorbereitungsprogramms für die Einrichtung von Grundschulen. Im Laufe von sieben Abschlussjahrgängen wurden insgesamt 195 Absolventen der Abschluss verliehen. Die Institution wechselte im Jahr 1911 ihre Bezeichnung in Gwanrib Gyeongseong Botonghakgyo Sabeomgwa (관립경성보통학교 사범과). Im Jahr 1946 wurde sie als College of Education in die universitäre Struktur der neu entstehenden Seoul National University integriert.
Nach dem Ausruf des Kaiserreichs Korea im Jahr 1897 veranlasste der zum Kaiser aufgestiegene Gojong, weitere fortgeschrittene Ausbildungsstätten zu errichten. Im Jahr 1899 kam es zur Gründung einer medizinischen Schule, die nach mehrmaliger Umstrukturierung in Daehan Uiwon Gyoyukbu (대한의원 교육부) und Gyeongseong Uihak Jeonmunhakgyo (경성의학전문학교; Fachschule für Medizin Gyeongseong) schließlich zum College of Medicine wurde. Im Jahr 1901 entstand innerhalb der Medizinschule eine Abteilung für die Ausbildung von Krankenpflege – der Vorgänger des späteren College of Nursing der Seoul National University.

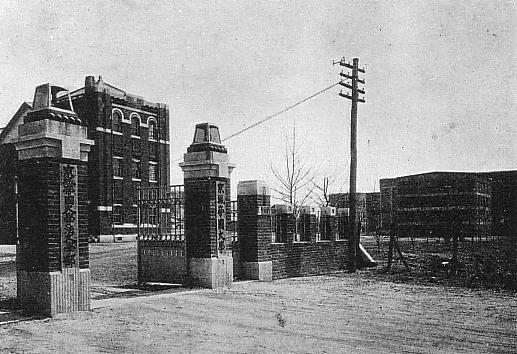
Kaiserliche Universität Keijō zur Zeit des Japanischen Kaiserreichs

Als wichtigster Vorläufer ist die Kaiserliche Universität Keijō (jap. 京城帝国大学, Keijō Teikoku Daigaku; 경성제국대학, 京城帝國大學, Gyeongseong Jeguk Daehak) zu nennen. Sie wurde im Jahr 1924 in Keijō gegründet, als sich Korea unter japanischer Herrschaft befand. Sie war eine der neun Reichsuniversitäten Japans. Nach dem Ende des Zweiten Weltkriegs wurde Korea von Japan unabhängig. Damit ging eine Umbenennung zu Gyeongseong Daehak (경성대학, 京城大學, Universität Gyeongseong) einher. Mit der Unabhängigkeit war sie die erste Universität, die im noch im Entstehen befindenden Staat Südkorea gegründet wurde.
Alle diese Ausbildungsstätten wurden bereits im heutigen Seoul errichtet. Dies lässt sich teilweise an den Namen der Bildungsstätten ablesen. Diese (Hanseong, Keijō und Gyeongseong) geben jeweils aufgrund mehrerer Umbenennungen den damals aktuellen Namen der Stadt wieder.

### Gründung

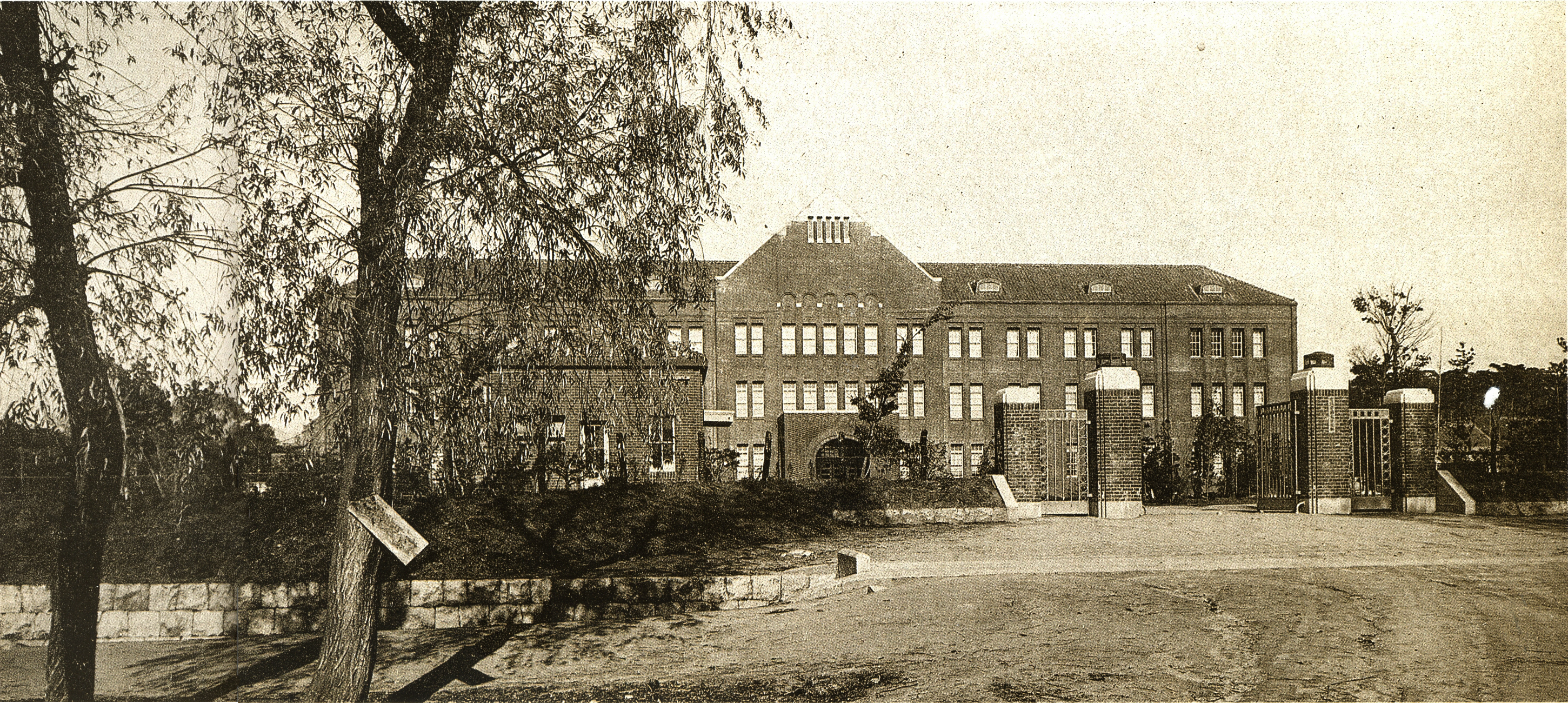
Gebäude der Kaiserlichen Universität Keijō

Die Staatliche Universität Seoul in ihrer heutigen Form wurde am 22. August 1946 gegründet.
Nach der Unabhängigkeit von Japan 1945 wurde im November desselben Jahres ein hundertköpfiger Bildungsrat gebildet. Dieser initiierte die Gründung einer staatlichen Volluniversität, die die Gebäude der ehemaligen Kaiserlichen Universität Keijō umfangreich verwenden sollte. Die Bildungsverwaltung der US-Militärregierung stimmte zu und gab im Juli 1946 eine Verordnung bekannt, dass auf Grundlage der bestehenden Bildungsstätten eine moderne und umfangreiche Staatliche Universität Seoul gegründet werde. Gleichzeitig sollte die Universität Gyeongseong geschlossen werden. Die neue Volluniversität sollte aus der Fusion von drei Fakultäten der Universität Gyeongseong und neun anderen öffentlichen Schulen, die sich in Seoul befanden, entstehen.
Die zehn öffentliche Bildungseinrichtungen, aus deren Zusammenschluss die Seoul National University entstand, waren folgende Schulen:
- Universität Gyeongseong (Gyeongseong Daehak, 경성대학)
- Fachschule für Rechtswissenschaft Gyeongseong (Gyeongseong Beophak Jeonmunhakgyo, 경성법학전문학교)
- Industrielle Fachschule Gyeongseong (Gyeongseong Gongeop Jeonmunhakgyo, 경성공업전문학교)
- Fachschule für Bergbau Gyeongseong (Gyeongseong Gwangsan Jeonmunhakgyo, 경성광산전문학교)
- Fachschule für Medizin Gyeongseong (Gyeongseong Euihak Jeonmunhakgyo, 경성의학전문학교)
- Fachschule für Land- und Waldwirtschaft Suwon (Suwon Nongnim Jeonmunhakgyo, 수원농림전문학교)
- Fachschule für Wirtschaft Gyeongseong (Gyeongseong Gyeongje Jeonmunhakgyo, 경성경제전문학교)
- Fachschule für Zahnmedizin Gyeongseong (Gyeongseong Chigwa Euihak Jeonmunhakgyo, 경성치과의학전문학교)
- Pädagogische Schule Gyeongseong (Gyeongseong Sabeomhakgyo, 경성사범학교)
- Pädagogische Frauenschule Gyeongseong (Gyeongseong Yeoja Sabeomhakgyo, 경성여자사범학교)

Am 22. August 1946 wurde die Seoul National University durch den Zusammenschluss von zehn öffentlichen Schulen in einer Struktur von neun Daehaks (Colleges) und einer Daehagwon (Graduate School) gegründet. Die Gebäude und der Hauptcampus der ehemaligen Universität Gyeongseong wurden von der neuen Universität übernommen. So befanden sich die einzelnen Colleges in der Innenstadt Seouls verstreut, wie in Dongsung-dong, Yongon-dong, Gongreung-dong, Eulji-ro, Sogong-dong, Namsang-dong usw. Der Hauptstandort war der Campus Dongsung-dong.
Die damalige Bezeichnung im Koreanischen lautete noch Gungnip Seoul Daehakgyo (국립서울대학교, Staatliche Universität Seoul). Das heutige Symbol der Universität verweist noch auf diesen Namen. Mit der Gründung der Republik Korea im Jahr 1948 wurde das Attribut „Staatliche“ in der Bezeichnung ausgelassen. In der internationalen Bezeichnung ist der Zusatz „National“ bis heute verblieben.

### Koreakrieg
Nach dem Ausbruch des Koreakrieges wurde die Universität vorübergehend nach Busan verlegt. Zusammen mit anderen privaten Hochschulen, die ebenso geflüchtet waren, bildete die SNU im Jahr 1951 die „Vereinte Kriegszeit-Universität“. Nachdem dieser Bund im folgenden Jahr aufgelöst wurde, errichtete die SNU ihren Campus in Busan. Selbst während der Kriegszeit wuchs die Universität. Es entstand das College of Pharmacy, das College of Arts teilte sich in das College of Fine Arts und das College of Music auf. Dazu wurde das Department of Veterinary Medicine, das zum College of Agriculture gehörte, zum College of Veterinary Medicine eigenständig gemacht. Somit erweiterte sich die Universität während der Kriegszeit auf zwölf Colleges und einer Graduate School.
Nach dem Waffenstillstandsabkommen im Juli 1953 wurde die Seoul National University im September desselben Jahres nach Seoul zurückverlegt. Viele Studenten und Professoren waren während des Krieges entweder gefallen oder entführt worden und die Universitätsgebäude waren verwüstet, da sie als militärische Einrichtungen verwendet wurden. Auch waren wertvolle historische Dokumente verloren gegangen.
Mit der Wiederaufrichtung der Universität wurde das Ziel darauf gelegt, eine „Universität des Volkes“ zu errichten. Die SNU sollte zu einer kompetenten Institution konzipiert werden, die die Bildung des Volks repräsentiert und eine führende Rolle in der Bildung des jungen Staats übernimmt.
Im Jahr 1955 wurden zwei Graduate Schools für Public Administration und Public Health errichtet. Ab 1955 fanden strengere Aufnahmeprüfungen statt, so dass die Universität ab 1958 über eine kompetente und selbstbewusste Studentenschaft verfügte.

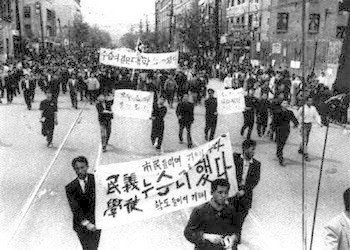
Demonstranten bei der Aprilrevolution auf einer Straße in Seoul

### Zeit der Demokratiebewegung
In der Aprilrevolution im Jahr 1960 erfassten Demonstrationen die gesamte Universität. Bei einem Zusammenstoß von den gegen die korrupte und autokratische Regierung von Präsident Rhee Syng-man protestierenden Studenten und der Polizeikräfte kam es zu vielen Verletzten bei den Studenten, von denen sieben ums Leben kamen. Nach der Revolution wurden politisch orientierte studentische Fachschaften organisiert, die durch die Gründung der Militärregierung nach dem von Park Chung-hee angeführten Putsch im Jahr 1961 und der darauf folgenden Dritten Republik unter Druck gesetzt wurden.
Das Militärregime unterdrückte die nach Demokratie und Autonomie strebende Universität.
Stattdessen sollte die SNU funktionell als Bildungsstätte von hochqualifizierten Arbeitskräften für die von der Regierung angetriebenen Wirtschaftsentwicklung dienen. So konnte die Regierung nicht auf die kompetenten Studenten verzichten, obwohl die Universität regierungsfeindlich ausgerichtet war.
Das Regime mischte sich in die Universitätsverwaltung ein, so wurde beispielsweise das Zustimmungsrecht des Professorenrats bei der Rektorenwahl eingestellt. Auch in weiteren Ebenen wurde die Selbstbestimmung der SNU eingeschränkt. Einzig die Erweiterung der Universität wurde genehmigt. So wurden vier Graduate Schools hinzugefügt: die Graduate Schools für Law, Education, Mass Communication und Environmental Studies.
Bis Mitte der siebziger Jahre lagen die verschiedenen Colleges noch in verschiedenen Stadtbereichen Seouls verstreut. Nach einem neuen Masterplan wurde 1975 die Mehrzahl der Colleges in den gemeinsamen Gwanak-Campus umgesiedelt. Für die Universität bedeutete diese Zusammenfügung der Beginn einer universalen und einheitlich integrierten Hochschulentwicklung. Auch die wissenschaftliche Struktur wurde in 15 Colleges, eine Graduate School und drei spezielle Graduate Schools umgegliedert. Das College of Art and Literature und das College of Commerce gliederte sich in die College of Humanities, College of Social Sciences, College of Natural Sciences und College of Business Administration auf.
Die Zeit nach dem Einzug in den Gwanak-Campus war von Demonstrationen gegen die Militärregierung geprägt. Außerdem führte die Regierung eine Bildungsreform aus, die die Aufnahmeanzahl der Studenten verdoppeln ließ. Um die mangelnden Einrichtungen abzudecken, musste ständig neu gebaut werden, so dass der Campus einer Baustelle glich.

### Seit 1990
Mit dem Eintritt einer demokratischen Regierung in den 1990er-Jahren nahm die turbulente Zeit der Demokratiebewegung in den Universitäten ein Ende. Die Seoul National University konnte sich nun stärker auf Bildungs- und Forschungsangelegenheiten konzentrieren. Vor allem konnte die Universität damit beginnen, das langersehnte Ziel – die Entwicklung zu einer „Universität mit einem Schwerpunkt auf Graduate Schools“ – aktiv umzusetzen. Den Graduate Schools wurden entsprechend verschiedene Forschungsinstitute zur Verfügung gestellt.
Ab dem Ende der neunziger Jahre wurden zudem anhand umfangreicher staatlicher Mittel, unter anderen dem Projekt Brain Korea 21 Plus, diverse nationale und internationale Institute errichtet.
Im neuen Jahrtausend machte es sich die SNU zum Ziel, die Wandlung zu einer „forschenden Universität“ umfassender umzusetzen. Im Jahr 2007 erstellte die SNU einen dreistufigen Langzeit-Entwicklungsplan, demnach bis 2010 die Lehrqualität zum internationalen Niveau verbessert wird, bis 2015 die interdisziplinäre Forschung intensiv gefördert wird und bis 2025 die Forschungsleistungen einen hohen internationalen Stand aufweisen sollte.
Im Jahr 2011 trug sich die SNU als eigene Körperschaft mit der Bezeichnung „Staatliche Universitätskörperschaft Seoul National University (국립대학법인 서울대학교)“ ein.

## Standorte
Die Universitätseinrichtungen der Seoul National University sind in drei Campus-Standorte aufgeteilt: dem Campus Gwanak, dem Hauptstandort, dem Medizincampus Yongon und dem neuen Campus Suwon. Die Uni gilt vom Umfang ihrer Einrichtung als eine der größten im Land. 

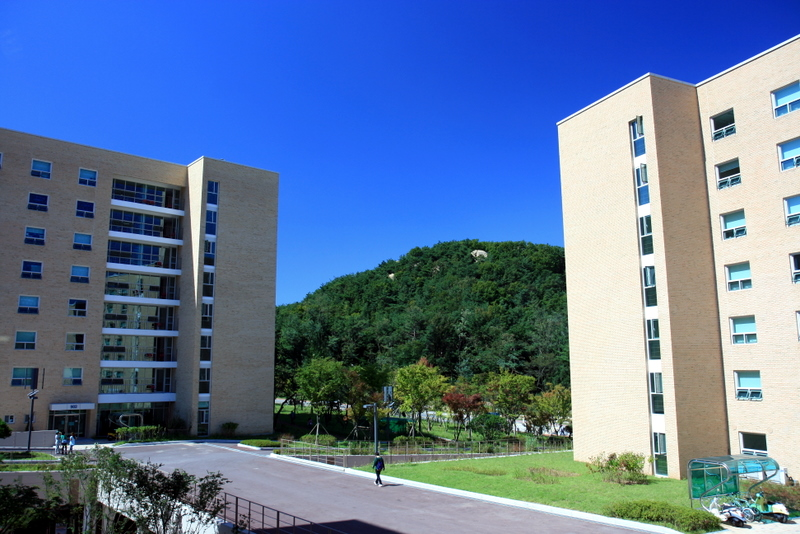
Studierenden-wohnanlage im Campus Gwanak

### Aktuelle Campus-Standorte

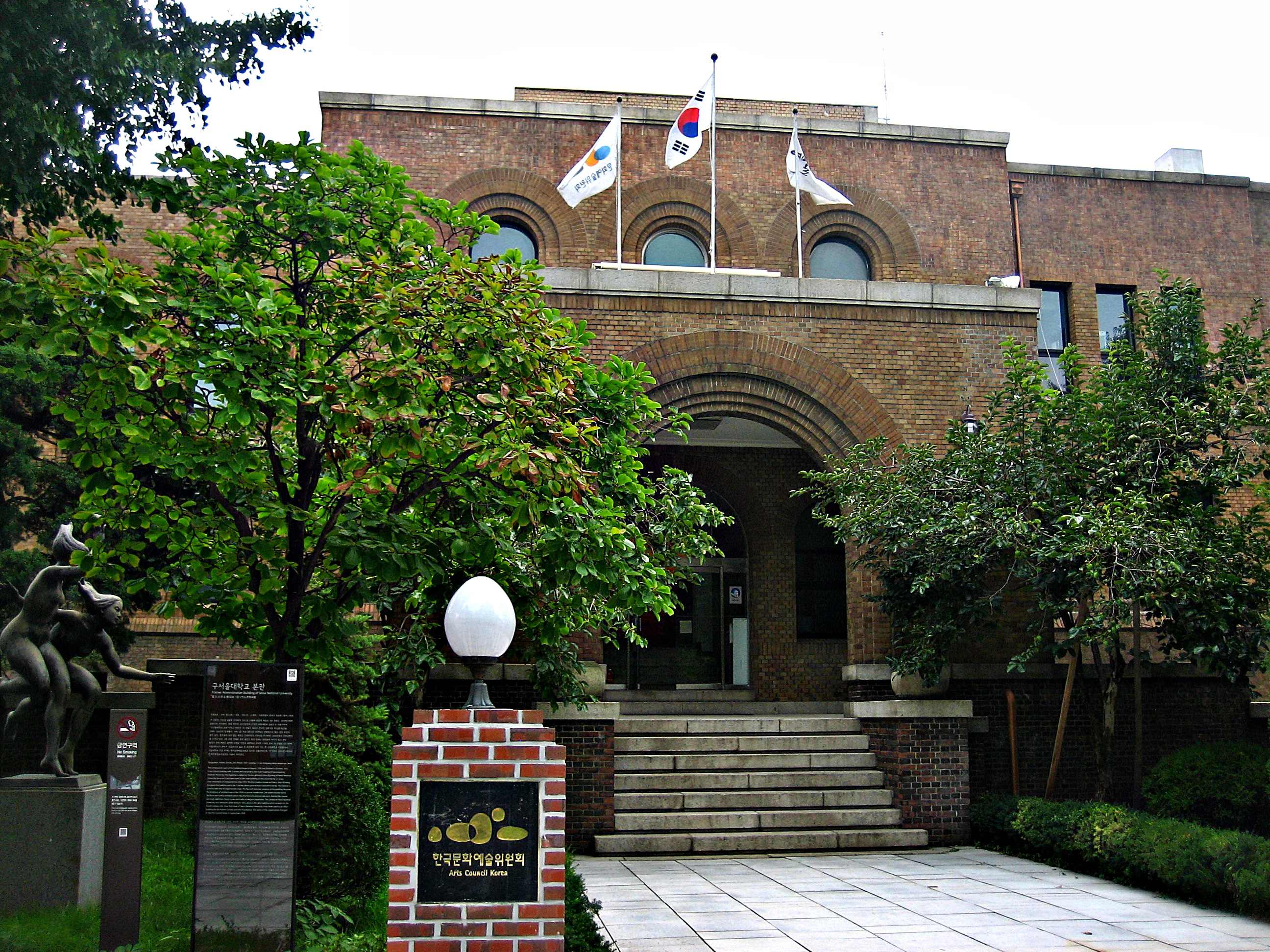
Ehemaliges Gebäude der Universitätsleitung, errichtet in den 1930er-Jahren in Dongsung-dong

Der Campus Gwanak als Hauptstandort der SNU beheimatet die Mehrheit aller universitären Einrichtungen. Auf einer Fläche von circa 4,1 km² befinden sich 219 Gebäude. Mit dem Campus Gwanak ist die SNU die größte Hochschulseinrichtung in Seoul. Die den Campus umlaufende 'Ringstraße', auf der öffentliche Buslinien verkehren, beträgt eine Länge von etwa 5 km. Der Campus liegt in Gwanak-gu, einem südlichen Stadtbezirk Seouls, und befindet sich am Fuß des Bergs Gwanak, nach dem der Bezirk benannt ist. Der Gwanak-Campus beherbergt zudem ein kunsthistorisches Museum, ein Museum für moderne Kunst und das Kyujanggak Institute for Korean Studies und ein Archiv für historisch bedeutende Dokumente.

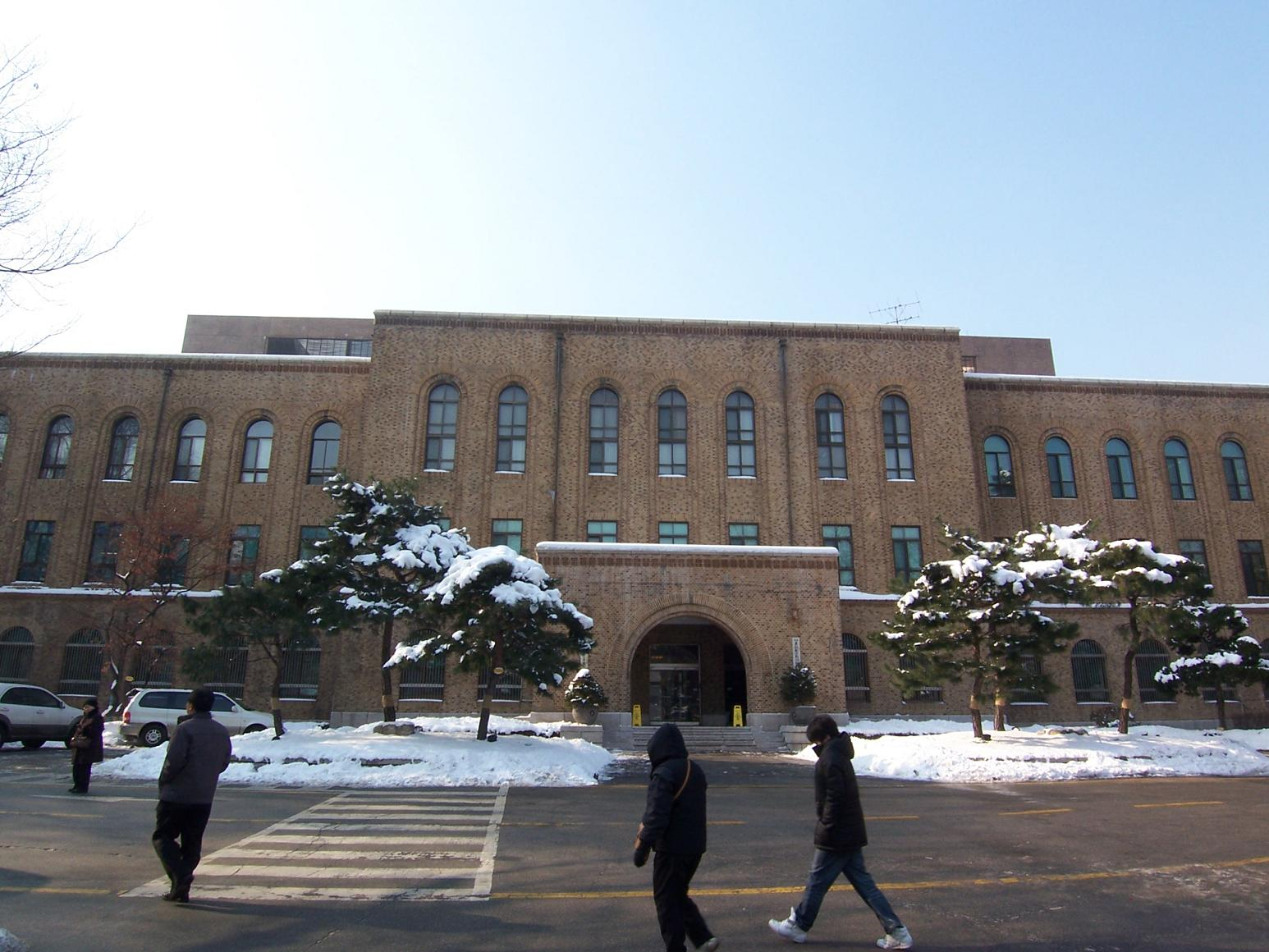
Institut für Medizin im Campus Yongon

Der Campus Yongon ist seit der Gründung der SNU der medizinische Campus und beheimatet die medizinischen Institute und die Universitätsklinik. Davor befand sich auf diesem Grundstück das medizinische Institut der Kaiserlichen Universität Keijō. Der Campus liegt im Stadtkernbereich in Yeongon-dong, Jongno-gu, in unmittelbarer Nähe von Daehangno, dem belebten Theater- und Kulturviertel. Der Campus umfasst eine Fläche von 91.000 m² und 27 Gebäude.
Der neue Campus Suwon wurde 2008 eröffnet. Er befindet sich im neuen Stadtbezirk Yeongtong-gu von Suwon in der Nähe des Technovalleys, einem Forschungs- und Gewerbegebiet für IT-Unternehmen. Hier befinden sich unter anderem ein neuer Komplex, in dem sich die Advanced Institutes of Convergence Technology befinden. Die Graduate School of Convergence Science & Technology ist dort untergebracht. Das Gebäude besitzt insgesamt 18 Stockwerke, ist in 38 Gebäudeteile unterteilt und weist eine Raumfläche von fast 60.000 m² auf. Der gesamte Campus um den Komplex umfasst eine Fläche von 117.000 m². Die Kosten für den Bau betrugen etwa 95 Millionen Euro und wurden von der Provinz Gyeonggi-do zur Verfügung gestellt. Außer der Universitätseinrichtung befinden sich in dem Komplex wissenschaftliche Forschungsinstitute für angewandte Bereiche, wie Nano Convergence, Bio Convergence, Smart System und Transdisciplinary Studies.

### Historische Campus-Standorte
Seit der Gründung 1946 bis zum Einzug in den Gwanak-Campus in 1975 benutzte die Seoul National University die von Vorgängerinstitutionen übernommenen Einrichtungen. Sie befanden sich vorwiegend in der Innenstadt. Der de facto Hauptcampus, der Campus Dongsung-dong, in dem sich das College für Geistes- und Naturwissenschaften (문리과대학, 文理科大學, Mulligwa daehak) befand, lag in Dongsung-dong, in der Nähe des heutigen medizinischen Campus Yongon.
Das College of Commerce hatte in Jongam-dong, Seongbuk-gu seinen Sitz. In der Nachbarschaft befand sich der Campus der Korea University. Das College für Wirtschaftswissenschaften befand sich in einem Gebäude einer Wirtschaftsschule aus dem frühen 20. Jahrhundert. Das Gebäude umfing 16 Lesesäle und 35 Dienstzimmer.
Das College of Education befand sich in Yongdu-dong, Dongdaemun-gu. Ursprünglich wurde 1920 an der Stelle eine Pädagogische Hochschule für Frauen errichtet.
Das College of Engineering lag in Gongreung-dong, Nowon-gu. Das College übernahm bei der Gründung das Institut für Natur- und Ingenieurwissenschaften der Kaiserlichen Universität Keijō.

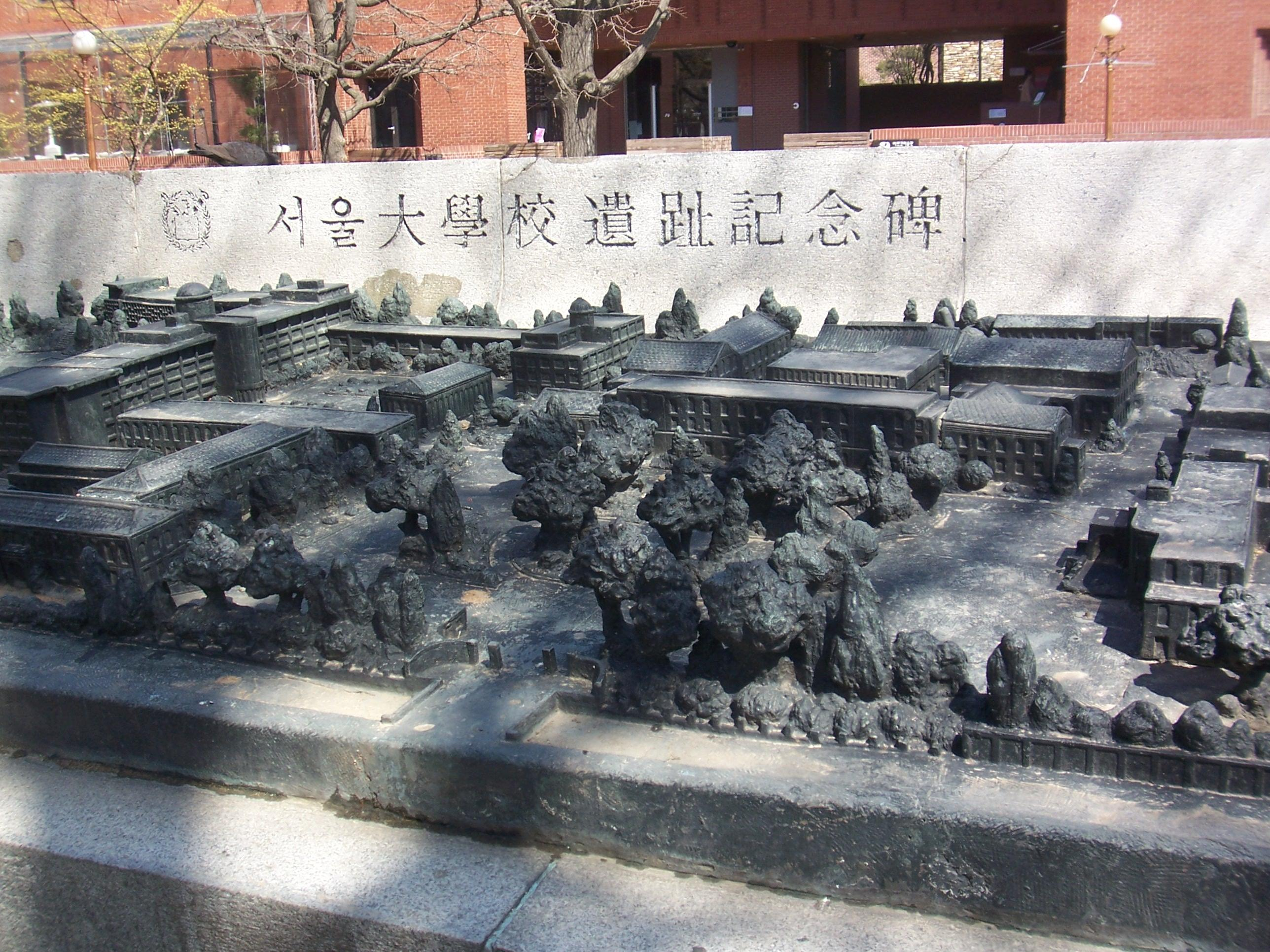
Bronzemodell des ehemaligen Campus Dongsung-dong

Es gab weitere Standorte in Eulji-ro, Sogong-dong und Namsan-dong.
Mit dem Einzug in den Gwanak-Campus in 1975 wurde ein Großteil der ehemaligen Standorte aufgegeben. Noch bis 1980 befand sich das College of Engineering auf dem früheren Standort in Gongreung-dong. Und bis 2003 existierte ein dritter Campus in Suwon (nicht zu verwechseln mit dem neuen Suwon-Campus) mit den Instituten für Agrarwissenschaft und Veterinärmedizin, bis auch diese in den Gwanak-Campus einzogen. Im Jahr 2003 wurden die Standorte auf die beiden Campus, Gwanak und Yongon reduziert.

### Jüngste Erweiterungen
Die Seoul National University befindet sich aktuell im Erweitern. Von 198 Gebäuden, die sich zum Zeitpunkt 2006 im Campus Gwanak befanden, waren 95 Konstruktionen nach 1990 erbaut. Allein 43 Gebäude wurden nach 2000 errichtet.
Auch außerhalb des Campus Gwanak werden Einrichtungen der SNU erweitert. Der Campus Suwon, in dem sich ein neues Komplex für Convergence Technology befindet, wurde im Jahr 2008 errichtet. Dieser wird mit anderen Agrarwissenschaftlichen Einrichtungen, die sich überwiegend um Suwon, aber auch in den Provinzen Gangwon-do und Jeollanam-do befinden, als Multicampus bezeichnet.
In Pyeongchang ist 2009 der neue Pyeongchang Greenbio Research Complex errichtet worden. Dieser wurde zum Pyeongchang-Campus ausgebaut. Dort sind die Institutes of Greenbio Science and Technology beherbergt. Das ebenso dort eingerichtete Graduate School of International Agricultural Studies hat im Wintersemester 2014 ihre Studiengänge aufgenommen.
Zudem befindet sich die Einrichtung eines neuen Forschungs-Komplexes für Biotechnologie- und IT-Bereiche innerhalb der Freiwirtschaftszone in Incheon in Kooperation mit dem ebenfalls staatlichen KAIST in Planung.
Ab 2010 befindet sich eine Umsiedlung des Hauptcampus nach Siheung in Planung. Das Grundstück ist der Universität seitens der Stadtverwaltung Siheung bereits zur Verfügung gestellt worden. Falls die Umsiedlung realisiert werden sollte, wird sich der gesamte Geländeumfang der SNU von den aktuellen 140 ha auf 220 ha um fast 58 % vergrößern.

## Akademische Einrichtung
Das Studium an der Seoul National University orientiert sich wie in allen südkoreanischen Universitäten an das angelsächsische Drei-Zyklen-System und bietet somit Bachelor-, Master- und Doktorgrade an.
Die akademische Einrichtung ist in zwei Ebenen eingeteilt – das grundständige und postgraduale Studium. Das grundständige Studium (Bachelorstudium) gehört den Colleges an. Für die höheren akademischen Grade oder dem postgradualen Studium (Master- und Promotionsstudiengänge) sind die Graduate Schools zuständig.

### Grundständiges Studium
Die SNU besteht aus 16 Colleges.
Das College im südkoreanischen Hochschulsystem entspricht ungefähr der deutschen Fakultät. In der Regel wird eine Universität in mehrere Colleges eingerichtet (es gibt Colleges als eigenständige Hochschulen, die aus einem „College“ bestehen). Doch anders als in den deutschen Fakultäten, die für alle akademischen Grade zuständig sind, organisieren die südkoreanischen Colleges nur die grundständigen Studiengänge (Bachelor-Studiengänge), für die es den pauschalen Begriff Hakbu gibt – ungefähr „Universitätsstufe“ als Gegenbegriff zu Daehagwon (Graduate School) bedeutend.
Innerhalb der Colleges befinden sich die die Bachelor-Studiengänge organisierenden Departments. Es gibt in der SNU insgesamt 83 Departments. Departments können sowohl als Studiengänge als auch als kleinste Verwaltungseinheiten (Abteilungen) verstanden werden, da jedes Department jeweils einen Studiengang bildet und organisiert. Umgekehrt besitzt jeder Studiengang ein eigenes Department.
Die aktuellen 16 Colleges der Seoul National University sind folgende:

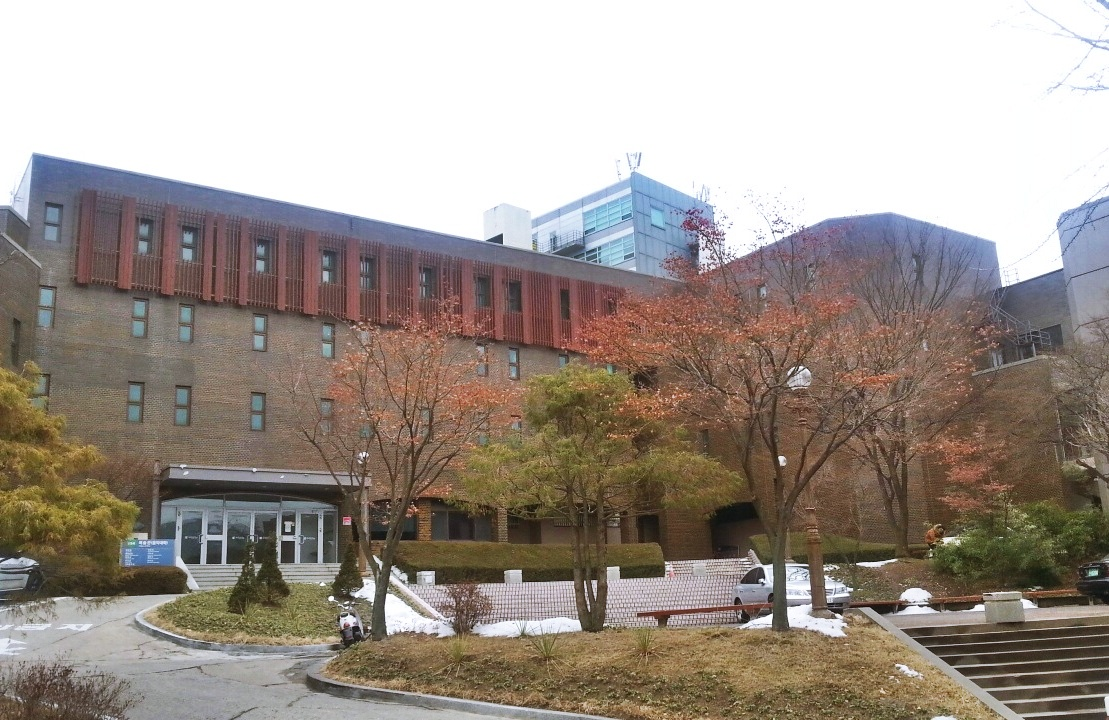
Hauptgebäude des College of Music

| - College of Humanities - College of Social Sciences - College of Law - College of Business Administration - College of Education - College of Human Ecology - College of Natural Sciences - College of Agriculture and Life Sciences - College of Veterinary Medicine | - College of Pharmacy - College of Medicine - College of Nursing - College of Engineering - College of Fine Arts - College of Music - College of Liberal Studies - Interdisziplinäre Studiengänge für Undergraduates |

Zugunsten einer Umstrukturierung, die die Gründung spezieller Graduate Schools einhergehen ließ, wurden folgende zwei Colleges eingestellt: Im Jahr 2002 wurde das College of Dentistry in die Graduate School of Dentistry eingegliedert und das College of Law stellte im Jahr 2009 die Neuaufnahme von Studenten ein.

### Postgraduales Studium
Die Graduate Schools sind von besonders gewichtiger Bedeutung in der Bildung der SNU.
In der Entwicklungsstrategie der SNU ist seit den 1990er-Jahren angestrebt worden, den bis damals auf den Colleges liegenden Schwerpunkt der Bildung und Forschung auf die Graduate Schools zu verlegen, und somit die Lehr- und Forschungsqualität zu erhöhen und auf internationalen Stand zu setzen. Diese Orientierung beruht auf der Bildungsphilosophie der SNU, das postgraduale Studium in den Mittelpunkt des akademischen Wesens zu stellen und folglich das wissenschaftliche Profil der Universität auszuprägen.
In letzter Zeit werden bestehende Studiengänge ausgebaut, einander verknüpft und neue Graduate Schools eingerichtet zugunsten eines Abdeckens vom wissenschaftlichen Bedarf.

#### Graduate School
Die (Allgemeine) Graduate School ist die für die allgemeinen Master- und Promotionsstudiengänge zuständige herkömmliche Einrichtung.
In insgesamt 99 Studiengängen werden fast alle Bachelor-Studiengänge weitergeführt. Die Masterstudiengänge in der Graduate School sind konsekutiv und korrespondieren dementsprechend größtenteils mit den von den Colleges organisierten Bachelor-Studiengängen. Die Master-Studiengänge sind als deren wissenschaftlich vertiefende Programme konzipiert.
Die Graduate School gliedert sich in 70 Departments. Da die Graduate School verwaltungsmäßig dem College gleichsteht, gibt es zwischen Graduate School und Department keine Zwischenebene: Die Graduate School verwaltet 70 Departments, was mit der Department-Anzahl der gesamten Colleges (83 Departments) vergleichbar ist. Doch um diese Vielzahl von Departments überblicken zu können, werden sie inoffiziell in fünf wissenschaftliche Bereiche eingeteilt (analog zu den Colleges).
Die studienbezogene Organisation der 70 Departments übernehmen in der Praxis die entsprechenden Departments der Colleges, da sich die Verwaltung der Graduate School nur um zentrale Aufgaben kümmert, wie Aufnahmeprüfungen, Genehmigungen und Abschlüsse. Konsekutive Masterstudiengänge werden demnach von den Departments der Colleges verwaltet: So wird z. B. die alltägliche Verwaltung für das Department of German Language & Literature der Graduate School von dem Department of German Language & Literature am College of Humanities gehandhabt, obwohl beide Departments verwaltungsmäßig separate Organe sind.
Zusätzlich zu den 70 standardisierten Studiengängen bestehen 29 interdisziplinäre Studiengänge, die üblicherweise kein eigenes Department bilden, sondern durch eine wissenschaftliche Zusammenarbeit zwischen zwei oder mehreren Departments koordiniert werden.
Die der Graduate School untergliederten fünf wissenschaftlichen Bereiche sind folgende:
- Graduate School
  - Humanities & Social Sciences
  - Natural Sciences
  - Engineering
  - Medicine
  - Arts
  - (Interdisziplinäre Studiengänge)

Die Graduate School ist ebenso für die Promotionsstudien zuständig. Die Studiengänge für Doktoranden werden in ebenfalls fünf Bereichen, 72 Departments und 29 interdisziplinären Studiengängen angeboten.

#### Spezielle Graduate Schools
Neben der herkömmlichen Graduate School bestehen zehn spezielle Professional Graduate Schools, die aus speziellen Zwecken zusätzlich errichtet worden sind.
Die speziellen Graduate Schools bieten nicht-konsekutive Masterstudiengänge an. Neulich werden berufsorientierte, professionelle Studiengänge nach nordamerikanischem Vorbild eingerichtet, wie an den Law Schools, Medical Schools oder Business Schools.
Einige neue Graduate Schools stehen für innovative wissenschaftliche Richtungen, wie Convergence Science and Technology, die in der traditionellen Wissenschaftsgliederung nicht vertreten waren. Besonders diese speziellen Graduate Schools sind Folge der Umsetzung einer Schwerpunktbildung der Universität auf Graduate Schools und Forschung.
Die zehn speziellen Graduate Schools sind:
- Graduate School of Business
- Graduate School of Convergence Science & Technology
- Graduate School of Dentistry
- Graduate School of Environmental Studies
- Graduate School of International Agricultural Technology
- Graduate School of International Studies
- Graduate School of Public Administration
- Graduate School of Public Health
- School of Law
- School of Medicine

Die Graduate School of International Agricultural Studies wurde im neuen PyeongChang Greenbio Research Complex eingerichtet und nahm zum Wintersemester 2014/15 ihre Studiengänge auf.

## Weitere Einrichtungen

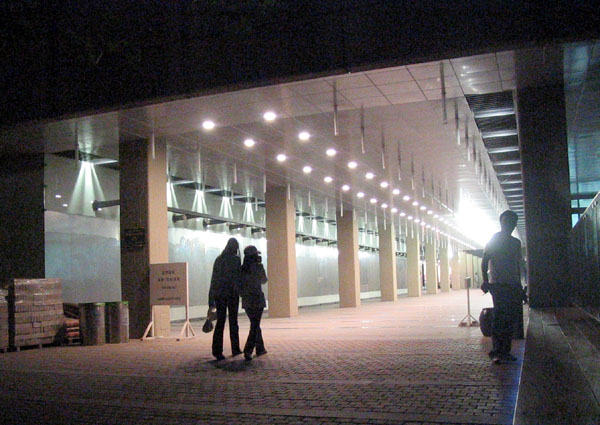
Passage durch die Zentralbibliothek

### Bibliothek

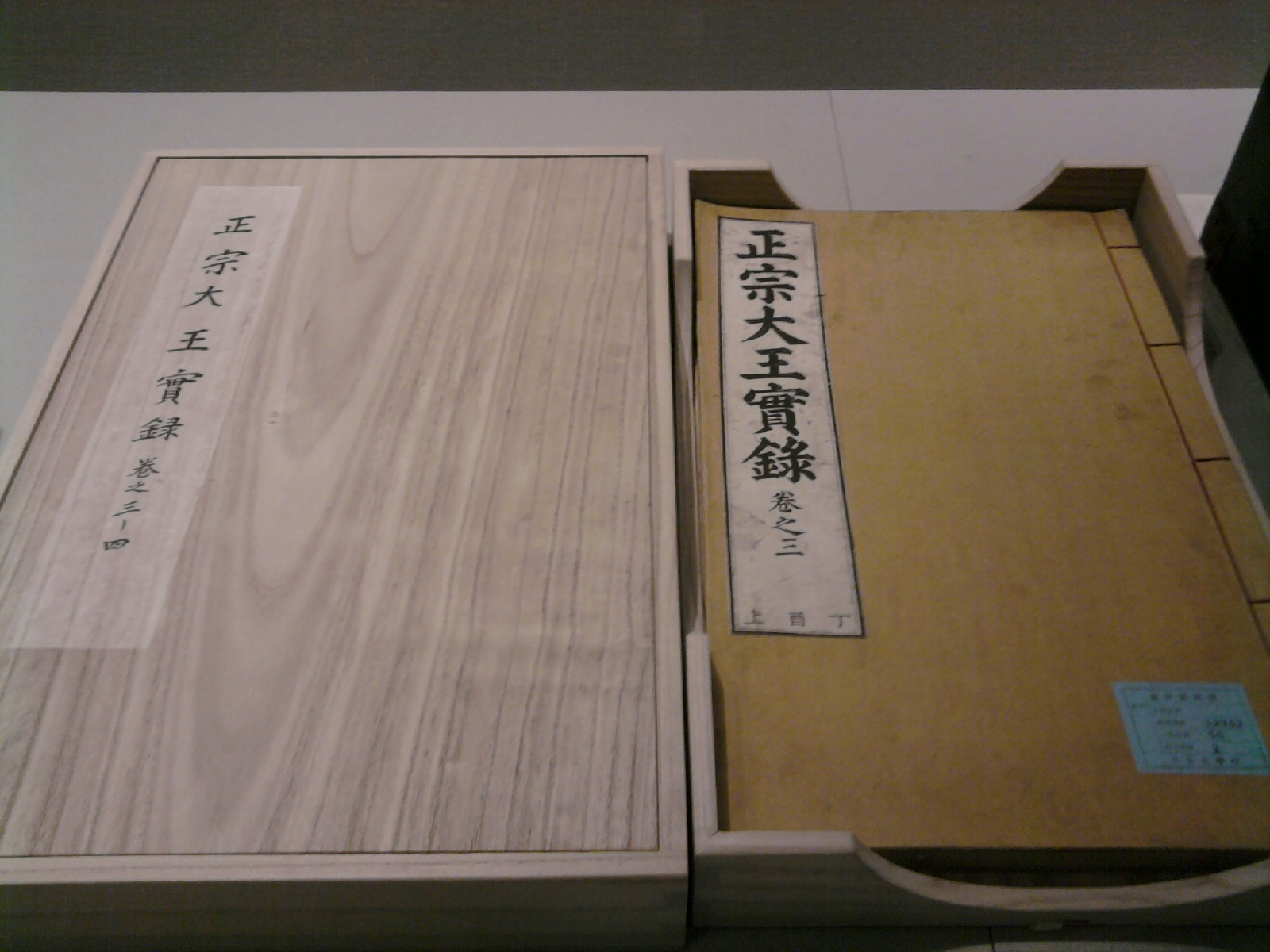
Historisches Dokument im Kyujanggak-Institut

Die Universitätsbibliothek besteht aus der Zentralbibliothek im Campus Gwanak und sieben weiteren Abteilungsbibliotheken. Der Bestand umfängt 3 Millionen Einzelbände, 10.000 wissenschaftliche Zeitschriften, 33.000 elektronische Zeitschriften und 88.000 sonstige Materialien. Die Bibliothek umfasst insgesamt 43.894 m² Nutzfläche mit 6.000 Arbeitsplätzen.
Wegen Platzmangel plante die SNU im Jahr 2012 den Bau eines zweiten Gebäudes für die Hauptbibliothek und veranstaltete einen Architekturwettbewerb. Für die Baufinanzierung wurde eine Spende von 100 Milliarden Won (ungefähr 67 Millionen €) initiiert. Durch eine einmalige Spende von etwa 40 Millionen € wurde die Zielsumme bald erfüllt. Die zukünftige Bibliothek soll den Namen dieses Spenders tragen. Auch der Alumnus Ban Ki-moon, ehemaliger UN-Generalsekretär, spendete einen Beitrag; ein Arbeitsraum soll folglich nach ihm benannt werden. Der Bau begann im Sommer 2013.

### Wissenschaftliche Einrichtungen
Die wissenschaftlichen Einrichtungen der SNU können in drei Kategorien eingeteilt werden. Die erste stellen die den Colleges oder Departments angehörenden Institute dar. Weiterhin gibt es zentrale wissenschaftliche Einrichtungen der SNU. Einige werden durch staatliche Förderungsprojekte wie Brain Korea 21 Plus oder Humanities Korea finanziert. Zuletzt gibt es im Campus der SNU angesiedelte Forschungszentren von staatlich geförderten externen Organisationen.

#### Universitätseigene Einrichtungen
Die SNU umfasst 74 wissenschaftliche (institutseigene oder zentrale) Einrichtungen. Die wichtigsten zentralen wissenschaftlichen Einrichtungen in ihren englischen Bezeichnungen:
- Institute for Peace and Unification Studies (IPUS)[27]
- Bio-MAX/N-Bio Institute (New Innovation Entrepreneur Convergence)[20][28]
- Asian Institute for Energy, Environment and Sustainability (AIEES)[29]
- Greenbio Research Complex[17]
- SNU Institute for Research in Finance and Economics (SIRFE)
- Kyujanggak Institute for Korean Studies (KIKS)

#### Externe Einrichtungen
Insgesamt 60 staatlich initiierte oder geförderte Einrichtungen, sogenannte An-Institute, sind im Campus Gwanak angesiedelt und gehören zum wissenschaftlichen Umfeld der Seoul National University.
| - Hyperstructured Organic Materials Research Center - Innovative Rapid Construction Technology Development Joint Venture - Korean Bridge Design & Engineering Research Center - Oromaxillofacial Dysfunction Research Center for the Elderly - Climate Environment System Research Center - Nano Systems Institute - Aging and Apoptosis Research Center - Innovative Drug Research Center for Metabolic and Inflammatory Disease - Micro Thermal System Research Center - Statistical Research Center for Complex Systems - Center for Strongly Correlated Materials Research - Korea Construction Engineering Development Collaboratory Program Management Center - Flight Vehicle Research Center - Advanced Biometric Research Center - Advanced Marine Engineering Center - Research Center for Functional Cellulomics - Research On Software Analysis for Error-free Computing: ROSAEC Center - Center for Space-Time Molecular Dynamics - Research Center for Energy Conversion and Storage | - Center for Organic Light Emitting Diode (COLED) - Center for Materials of Advanced Batteries - Tumor Immunity Medical Research Center (TIMRC) - Intellectual Biointerface Engineering Center - Intelligent Textile Systems Research Center - Next Generation Wireless Communications Research Center (NWRC) - Nano Bioelectronics & Systems Research Center - Center for Subwavelength Optics - Fashion Textile Center - Micro Genome Center for Skin Infection - Korean Design Research Institute - Center for Marin Natural Products and Drugs Discovery - Nuclear Transmutation Research Energy Center of Korea (NUTRECK) - Innovative Construction Process Management Research Center (ICPM) - Center for e-Business Technology - Center for SoC Design Technology - Plant Molecular Breeding Center - QoLT Industrial Infrastructure Development Center |

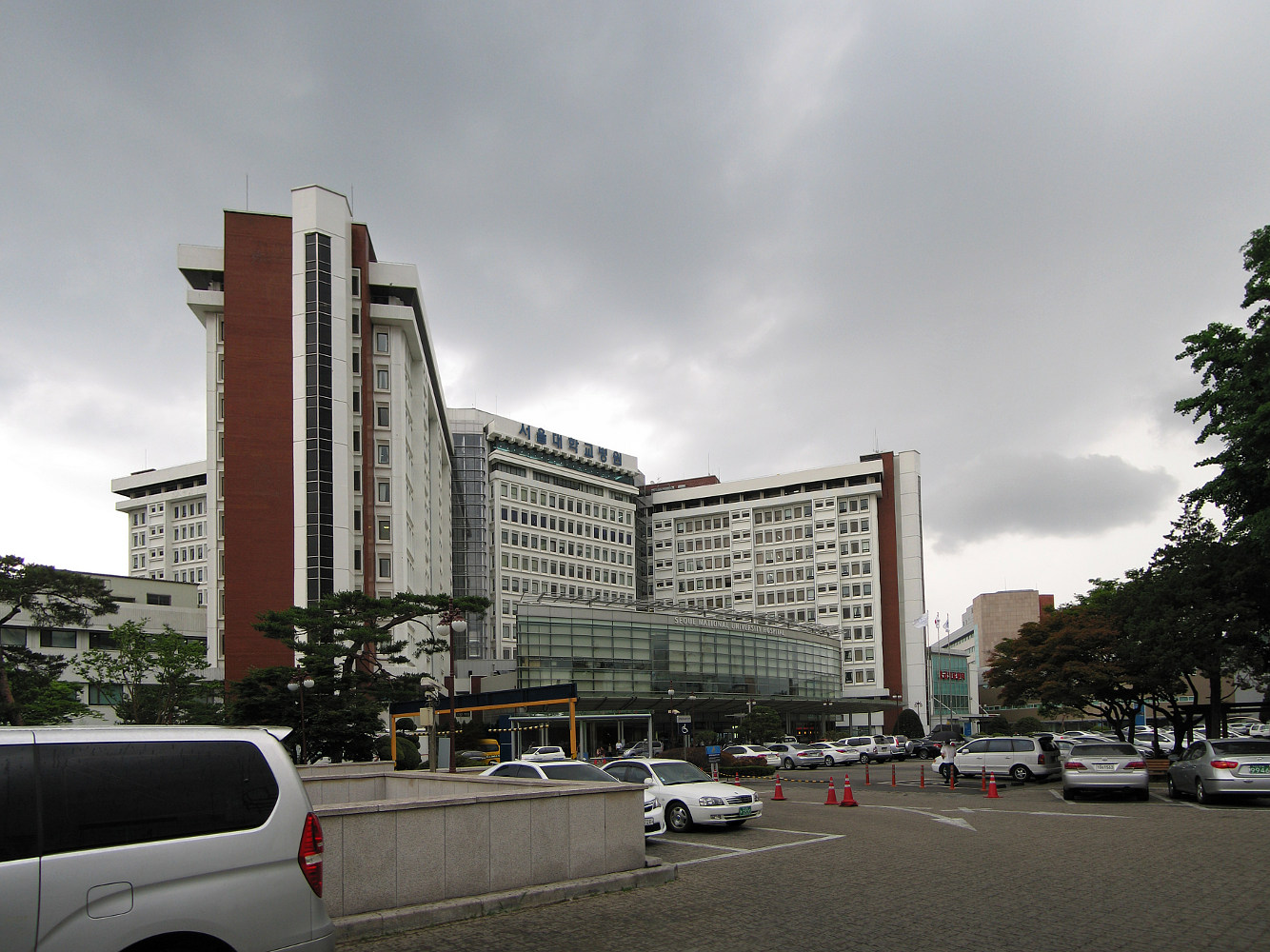
Universitätsklinik im Campus Yongon

### Universitätsklinikum
Die Universitätsklinik, das Seoul National University Hospital, betreibt derzeit vier eigenständige Kliniken: Die Hauptklinik in Seoul und drei die Zweigkliniken Boramae- (seit 1991), Bundang-Hospital (seit 2003) und Gangnam-Center (seit 2003). Obwohl sich das Klinikumpersonal größtenteils mit dem des School of Medicine überschneidet, werden die Kliniken nicht von der Universität, sondern von einer eigenen Körperschaft betrieben.
Die Hauptklinik befindet sich gemeinsam mit der medizinischen Fakultät der Universität im Campus Yongon. Der Campus ist benannt nach dem Stadtviertel Yeongeon-dong im Stadtbezirk Jongno-gu, in dem sich der Campus befindet. In unmittelbarer Nähe dessen befindet sich das Studenten-, Theater- und Kulturviertel Daehangno.

## Akademische Reputation
Aufgrund ihrer Stellung als führende Hochschule im Land besitzt die Seoul National University einen besonderen Ruf. Dies spiegelt sich in Ranking-Platzierungen, Statistiken der Aufnahmeprüfungsergebnissen und den sozialen Positionen der Absolventen wider.

### Bewertung in Hochschulrankings
Aktuell wird die SNU international als eine der fünfzig besten Universitäten gewertet.

#### Weltweit
Der kürzliche Aufstieg in den Ranglisten wird durch eine Reform seit den 1990er-Jahren begründet – der Schwerpunktsetzung auf Graduate Schools und wissenschaftlicher Forschung. Allmählich erlangte die SNU internationale Anerkennung für die Entwicklung in Forschung und Lehre: 2005 kam sie erstmals in die Top 100 der weltbesten Universitäten, 2008 in die Top 50 (50. Platz in der Rangliste von Times Higher Education).
Die Platzierung in den bekannten internationalen Ranglisten der letzten Jahre wird folgenderweise dargestellt:
| Jahr | QS  | THE  | Shanghai  |
| ---- | --- | ---- | --------- |
| 2011 | 42. | 109. | 102.–150. |
| 2012 | 37. | 124. | 101.–150. |
| 2013 | 35. | 59.  | 101.–150. |
| 2014 | 31. | 44.  | 101.–150. |
| 2015 | 36. | 50.  | 101.–150. |
| 2016 | 35. | 85.  | 101.–150. |
| 2017 | 35. | 72.  | 101.–150. |
| 2018 | 36. | 74.  | 101.–150. |
| 2019 | 36. | 63.  | 101.–150. |
| 2020 | 37. | 64.  | -         |

- In den von der Times Higher Education herausgegebenen Rankings für internationale Reputation belegte die SNU im Jahr 2013 weltweit den 41. Platz.[65] 2014 stieg sie auf Platz 26. Der THE zufolge, wurde die Liste von 2014 auf der Grundlage einer von 10.536 Akademikern aus 133 Ländern beantworteten Umfrage erstellt.[66]
- Im Times Higher Education Alma Mater Index wurde die SNU im Jahr 2013 als elfte Universität bewertet.[67] Dieser Index gibt an, wie viele Unternehmensleiter der erfolgreichsten globalen 500 Unternehmen an der jeweiligen Universität studiert haben.
- Das Center for World University Rankings 2013 wertete sie auf den 40. Platz.[68]
- Seitens der SNU wurde ein Einstieg in die Top 30 im Jahr 2015 angestrebt.[69] Besonders die interdisziplinäre Forschung soll bis dahin intensiv gefördert werden. In langer Sicht soll sich die Universität bis zum Jahr 2025 zu einer forschungsstarken Hochschule auf hohem internationalem Stand entwickeln.[12]

#### Asien
In Asien zählt die SNU zu einer der renommiertesten Universitäten, gemeinsam mit der Universität Tokio, Nationaluniversität Singapur, Universität Hongkong und der Peking-Universität.
Unter den asiatischen Universitäten erhält die SNU folgende Platzierung:
| Jahr | QS  | THE |
| ---- | --- | --- |
| 2011 | 6.  | 14. |
| 2012 | 4.  | 8.  |
| 2013 | 4.  | 4.  |
| 2014 | 4.  | 6.  |
| 2015 | 8.  | 9.  |
| 2016 | 10. | 9.  |

#### National
Unter den südkoreanischen Hochschulen wird die SNU wie folgt bewertet:
| Jahr | QS | THE | Shanghai |
| ---- | -- | --- | -------- |
| 2011 |    | 3.  | 1.       |
| 2012 | 1. | 2.  | 1.       |
| 2013 | 1. | 1.  | 1.       |
| 2014 | 2. | 1.  | 1.       |
| 2015 | 2. | 2.  | 1.       |
| 2016 | 2. | 2.  | 1.       |

Die SNU gilt als unumstrittene führende Universität des Landes. Trotzdem schneiden gelegentlich einige Hochschulen, hauptsächlich die beiden besten technischen Universitäten KAIST und POSTECH, in Rankings besser ab. Diese auf Forschung gerichteten, in den 1970er- und 80er-Jahren gegründeten, Hochschulen erhalten meist in den Kategorien Finanzierung und Fachzeitschriften-Zitation höhere Bewertungen als die SNU.

### Gesellschaftliche Bedeutung

#### Aufnahme in die SNU
Der Ruf der Seoul National University basiert auf dem schwierigen Eintritt. Sie ist dafür bekannt, die besten Absolventen (ca. obere 2,5 %) der jährlich staatlich ausgeführten Hochschuleintrittsprüfung anzunehmen. Seit ihrer Gründung hat sie ihren Stand als renommierteste Universität Südkoreas beibehalten.
Zwischen 1981 und 1987 bewarb sich 80 % der oberen Gruppe (beste 0,5 % aller Prüflinge) an der SNU; viele von ihnen fielen durch.
Dies geschah, obwohl die Bewerbungen anhand vorjährigen Statistiken sorgfältig kalkuliert wurden um ein Durchfallen zu vermeiden. Eine misslungene Bewerbung war absolut unerwünscht, da die damaligen Regeln keine gleichzeitige Kandidatur an mehreren Unis erlaubte.

#### Absolventen in der Gesellschaft
Die SNU ist für die aussichtsreiche Berufschancen ihrer Absolventen bekannt. Ehemalige befinden sich in Kernpositionen verschiedener nationaler und internationaler Bereiche, wie in Wirtschaft, Politik, Wissenschaft, Forschung und Kultur.
- Zirka 60 % der führenden Minister und die Hälfte der Gukhoe-Abgeordneten in 2012 bestanden aus ehemaligen Studenten der SNU.[93]
- 93 % der Richter des südkoreanischen Obersten Gerichts in 2012 belegten SNU-Alumni.[93]
- Nahezu ein Viertel (24,3 %) der 189 südkoreanischen Universitätspräsidenten in 2013 wurde von SNU-Absolventen gestellt.[94][95]
- 38 % der Geschäftsführer in den hundert größten südkoreanischen Unternehmen 2012 hatten an der SNU studiert.[93]

Die SNU hat maßgeblichen Einfluss auf die südkoreanische Hochschulbildung und -politik. Viele Maßnahmen und Richtlinien werden von anderen Universitäten übernommen, z. B. das Format der Aufnahmeprüfung. Präsidenten der SNU gelten als potentielle Kandidaten für das Amt des Premier- oder Bildungsministers. Somit ist die Universität das Zentrum der Hochschulbildung des Landes. Dies wird auch in ihrem rechtlichen Status als einzige südkoreanische Hochschule mit eigener Körperschaft widerspiegelt.

#### Besondere Bezeichnungen
In der koreanischen Alltags- oder Mediensprache wird die Seoul National University häufig kurz S-Dae genannt – „S-Uni“. Diese Form ist aus anonymisierten Kryptonymen entlehnt (wie in Presse- oder Polizeiberichten). Geläufig ist die Bezeichnung, da es für Südkoreaner unverwechselbar ist, welche Universität mit „S-Uni“ gemeint wird, obwohl viele Universitätsnamen mit S beginnen. Dieser Sprachgebrauch ist ein exemplarisches Beispiel für die repräsentative Bedeutung der SNU in der koreanischen Gesellschaft.
Die Abkürzung „SNU“ dagegen wird mehr im akademischen oder universitären Kontext, meist innerhalb der Universität verwendet.
Gemeinsam mit der Yonsei University und Korea University wird die Seoul National University SKY genannt. Diese Zusammensetzung aus den Anfangsbuchstaben der drei Universitäten gilt im Land konventionell als Synonym für Spitzenuniversität.

## Persönlichkeiten
Mit der Seoul National University ist eine Reihe von an ihr studierten, geforschten oder gelehrten namhaften Persönlichkeiten verbunden.

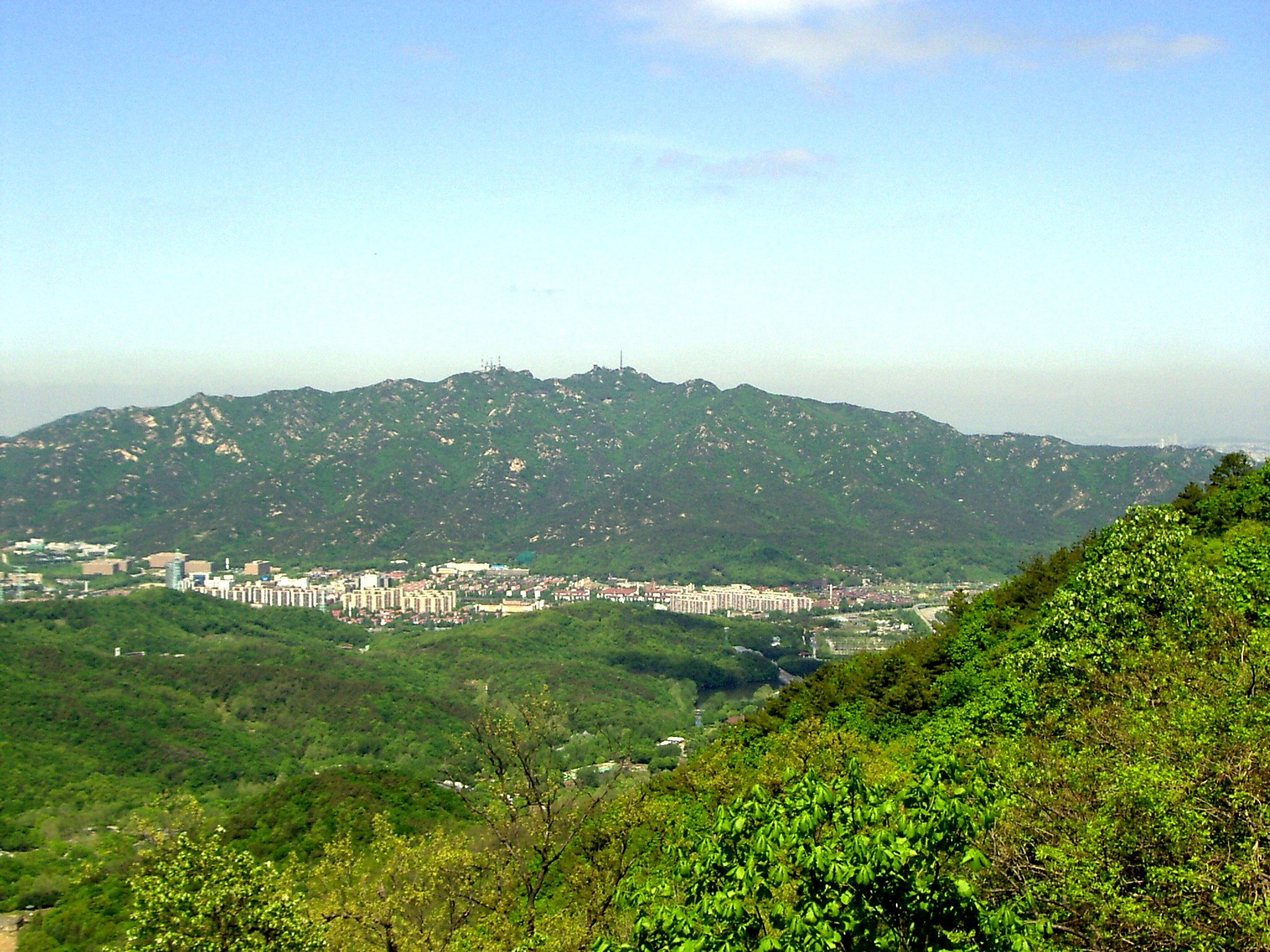
Der 632 Meter hohe Gwanaksan, der die Seoul National University umgibt

Folgende südkoreanische Politiker und Kabinettsmitglieder haben an der SNU studiert. Insbesondere unter den Premierministern stellen SNU-Absolventen eine Mehrheit dar.
- Ahn Cheol-soo (Präsidentschaftskandidat 2012, 2017 und 2020), Ban Ki-moon (achter Generalsekretär der Vereinten Nationen), Chung Mong-joon (FIFA-Vizepräsident 1994–2011), Chung Un-chan (40. Premierminister), Goh Kun (35. Premierminister), Han Duck-soo (38. und 48. Premierminister), Kim Hwang-sik (41. Premierminister), Kim Young-sam (7. 
Staatspräsident), Lee Hae-chan (36. Premierminister), Lee Han-dong (33. Premierminister), Lee Hoi-chang (26. Premierminister), Lee Hong-koo (28. Premierminister), Lee Hyun-jae (20. Premierminister), Lee Soo-sung (29. Premierminister), Lee Yung-dug (27. Premierminister), Yoon Suk-yeol (13. Staatspräsident)

Im Wissenschaftsbereich befinden sich folgende Ehemalige:
- Chang Ha-joon (Ökonom), Kah Kyung Cho (Philosoph), June Huh (Preisträger Fields-Medaille 2022), Kwang-Je Kim (Physiker), Minhyong Kim (Mathematiker), Kim Won-yong (Archäologe), Benjamin W. Lee (theoretischer Physiker), Lee Jong-wook (Generaldirektor der Weltgesundheitsorganisation), Lee Ki-baek (Historiker), Song Du-yul (Soziologe), Sang-Hyun Song (Rechtswissenschaftler, Präsident des Internationalen Strafgerichtshofs)

Auch im Bereich Literatur, Kunst und Musik sind bekannte Namen unter den ehemaligen Studenten der SNU anwesend.
- Chin Un-suk, Hyun Ki-young, Oh Junggeun, Kim Chi-ha, Kim Seung-ok, Min Hyun-sik, Pak Wanso, Pi Chun-deuk, Suh Yongsun, Sumi Jo, Kim Tschoon Su, Yanji I, Yi Mun-yol, Younghi Pagh-Paan

Unter den ehemaligen oder gegenwärtigen Gelehrten der SNU befinden sich folgende Personen:
- Paul Crutzen (Nobelpreis für Chemie 1995), Han Seung-soo (56. Präsident der UN-Generalversammlung), Heisuke Hironaka (Fields-Medaille 1970), Ko Un (Dichter), Thomas Sargent (Nobelpreis für Wirtschaftswissenschaften 2011), Kwangchul Youn (Opernsänger)

## Symbol und Wappen

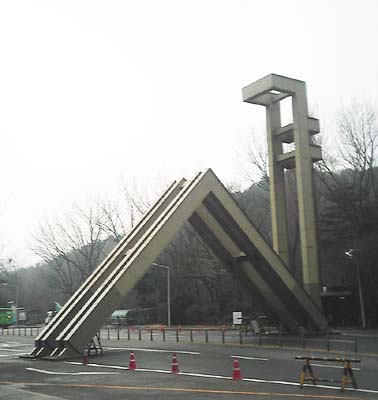
Das „Sha-Tor“

Das Symbol der Seoul National University ist eine Zusammensetzung der drei anfangenden Hangeul-Konsonanten ㄱ, ㅅ und ㄷ von der ehemaligen offiziellen Bezeichnung „국립서울대학교“ (Gungnip Seoul Daehakgyo, Staatliche Universität Seoul). Die schlüsselförmige Struktur wird als „Schlüssel zur Wahrheit“ interpretiert, in offenbarer Anlehnung an das Uni-Motto Veritas lux mea. Das Wahrzeichen wurde im Jahr 1975 erstmals mit der Errichtung des Hauptportals vorgestellt. Später wurde es in das bereits bestehende Wappen integriert.
Das Stahlportal am Haupteingang zur Uni wird unter den Studenten als „Sha-Tor“ bezeichnet, aufgrund seiner optischen Ähnlichkeit mit der Silbe „샤“ (sha).

Das Wappen der Seoul National University

Das Wappen der SNU besteht aus einem Lorbeerkranz, der für eine kompetente Wissenschaft steht. Darüber kreuzen sich eine Schreibfeder und eine Fackel, die die Beleuchtung der Zukunft des Volkes durch die Erforschung der Wahrheit bedeuten. Auf einem aufgeschlagenen Buch steht das Universitätsmotto Veritas lux mea. Darüber das Universitäts-Symbol. Bis 1955 besaßen die einzelnen Colleges eigene Wappen, die auf derselben Grundlage basierten, doch anstelle des „Schlüssels“ eigene Symbole trugen.

## Internationale Netzwerke
Die Seoul National University ist Mitglied diverser Hochschulnetzwerke wie World Cities World Class Universities Network (WC2), Association of Pacific Rim Universities (APRU), Association of East Asian Research Universities (AEARU), Asian Universities Alliance (AUA), BESETOHA (gemeinsam mit der Peking-Universität, Universität Tokio und Universität Hanoi) usw.

### Partneruniversitäten

#### Europa

##### Deutschland
- Technische Universität Dresden[103]
- Ruprecht-Karls-Universität Heidelberg
- Eberhard Karls Universität Tübingen
- Universität Stuttgart
- Universität Hamburg
- Georg-August-Universität Göttingen
- Technische Universität München
- Technische Universität Darmstadt
- RWTH Aachen
- Rheinische Friedhelm-Wilhelms-Universität Bonn
- Ludwig-Maximilians-Universität München
- Karlsruher Institut für Technologie
- Humboldt-Universität zu Berlin
- Freie Universität Berlin
- Technische Universität Berlin

## Bekanntgewordene Vorfälle

### Klonskandal
Im Jahr 2005 erregte die Seoul National University weltweites Aufsehen, als ihrem Professor in Veterinärmedizin Hwang Woo-suk die Fälschung einer zuvor hochgelobten Studie zur Erforschung von Stammzellen nachgewiesen wurde. In einer veröffentlichten Studie gab er an, erstmals mit Hilfe eines Zellkerntransfers einen geklonten menschlichen Embryo konstruiert und aus ihm Stammzellen abgeleitet zu haben. Seine Studie wurde in der renommierten Zeitschrift Science veröffentlicht und auf deren Titelblatt formatfüllend abgebildet. Dieser Skandal erschütterte die Wissenschaft und Öffentlichkeit. Um den geschädigten Ruf der Seoul National University zu reduzieren, reagierte die Universitätsleitung mit strikten Ermittlungen und Maßnahmen. Hwang wurde aus dem Hochschuldienst entlassen und der Zugang zu öffentlichen Forschungszuschüssen versperrt. Auch weiteren beteiligten Professoren wurden Gehaltskürzungen und Disziplinarstrafen verhängt: Entzug der Lehrbefugnisse und Beteiligungsrechte an Promotionsverfahren.

### Japanologie
Obwohl die Seoul National University ein breites akademisches Spektrum aufweist, besaß sie seit ihrer Gründung bis 2011 keine Abteilung für Japanologie. Dies lässt sich durch die noch bei den Koreanern bestehenden Antipathie gegen Japan und der repräsentativen Position der SNU in der Bildung Südkoreas begründen.
Seit 2000 wurde eine Neuerrichtung diskutiert, besonders in Abstimmung mit der Universität Tokio, die die Einrichtung einer Abteilung für Koreanistik plante. Dies scheiterte jedoch an Gegenstimmen der Professoren der SNU, vor allem da die Universität Tokio die Einrichtung verschob.
2004 konnte jedoch ein Institut für Japanologie eingerichtet werden und seit 2009 plante das College of Humanities eine neue Abteilung für ostasiatische Sprache und Kultur. Im Oktober 2011 gab der Präsident Oh Yeon-cheon bekannt, dass Japanologie ab 2012 als Studium angeboten werde.